# Саъдуллаев, Алишер Зафар угли
Алишер Зафар угли Саъдуллаев (узб. Alisher Zafar o‘gli Sa‘dullaev; род. 11 июля 1994 года, Джизакская область, Узбекистан) — узбекский государственный деятель, директор Агентства по делам молодежи Республики Узбекистан (с 2020 года). В настоящее время он самый молодой член правительства Узбекистана.

## Биография
Родился 11 июля 1994 года в Джизакской области. В 2017  окончил Сингапурский институт развития менеджмента в Ташкенте.
В 2015—2017 годах возглавлял учебный центр «Result» в Ташкенте.
30 июня 2017 года назначен заместителем министра народного образования Республики Узбекистан.
В 2018 году был назначен первым заместителем председателя Союза молодёжи Узбекистана. С 29 августа 2019 года  председатель Союза молодёжи Узбекистана.
С 29 августа 2019 года первый заместитель советника Президента Республики Узбекистан по вопросам молодежи, науки, образования, здравоохранения, культуры и спорта.
17 января 2020 года президент Узбекистана назначил его членом Сената Олий Мажлиса.
30 июня 2020 года было образовано Агентство по делам молодёжи Республики Узбекистан, а 10 июля Алишер Садуллаев был назначен директором агентства, покинув должность первого заместителя советника президента по вопросам молодёжи, науки, образования, здравоохранения и спорта.
20 декабря 2022 года Президент Узбекистана Шавкат Мирзиёев объявил о сокращении количества министерств и ведомств в стране с 61 до 28. Агентство по делам молодежи было присоединено к недавно созданному Министерству молодежной политики и спорта. На пост министра был назначен 54-летний Адхам Икрамов. Алишер Садуллаев назначен первым заместителем министра, сохранив за собой все должности.
В мае 2022 года, был назначен главой Шахматной федерации Узбекистана. 